# 萬丹鄉

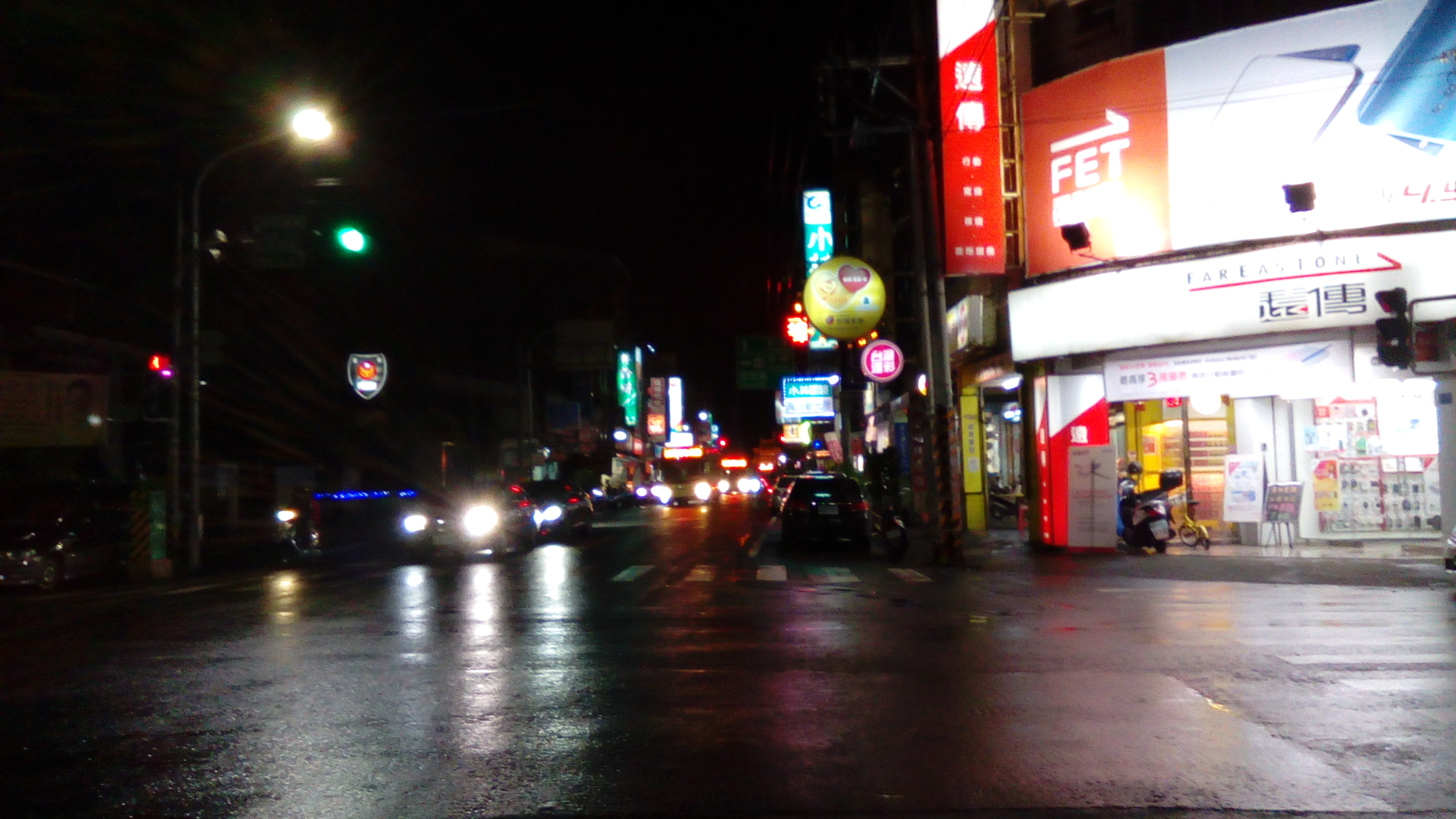
夜間的萬丹市區

22°35′23″N 120°29′06″E / 22.589653°N 120.485066°E
萬丹鄉（馬卡道語：Panenda）位於臺灣屏東縣西南部，鄰近高雄市，是屏東縣的交通重鎮之一。鄉內人口約4.9萬人，是屏東縣人口第四多的行政區。
清朝時期的幾大渡船口皆在萬丹轄區內，進出的人口眾多因而逐漸繁榮，即有一說法萬丹地名來自於「萬舟雲集」，成為屏東平原上第一個「街市」，故有句臺語古諺「屏東古早係阿猴，萬丹係街仔頭」說明了萬丹的起源特色。萬丹鄉以紅豆聞名，有「紅豆的故鄉」之美譽。當地亦盛行酪農業，與彰化縣福興鄉福寶村、雲林縣崙背鄉、台南市柳營區並列為台灣四大酪農專區。

## 歷史沿革
萬丹原為馬卡道族群居之地，鳳山八社之下淡水社、上淡水社皆為於今日萬丹鄉境內。早在臺灣荷蘭統治時期就有Pangdangh、Panendal兩個音近萬丹的紀載。康熙中葉，漢人越過高屏溪來開墾萬丹。不久後即有萬丹街之稱，為屏東平原最早為漢人所開發的地區之一。雍正年間，縣丞署建於萬丹。
萬丹鄉在臺灣清治時期，屬於鳳山縣所轄，昔日有一萬丹港，可通外海。亦設有萬丹汛，駐兵數十名。
臺灣日治時期初為阿猴廳港西下里，大正九年（1920年）改屬高雄州東港郡萬丹庄。戰後屬高雄縣，1946年改隸屏東市管轄，設萬丹區，1950年10月，改為屏東縣萬丹鄉迄今。

## 地理

### 位置
萬丹鄉位於屏東縣西南部，西臨高屏溪（下淡水溪）與高雄市大寮區為界，北鄰屏東市，東以隘寮溪和竹田鄉分界，南接新園鄉和崁頂鄉，東北方接麟洛鄉。地處屏東平原之上，全鄉地勢平坦。

### 水利

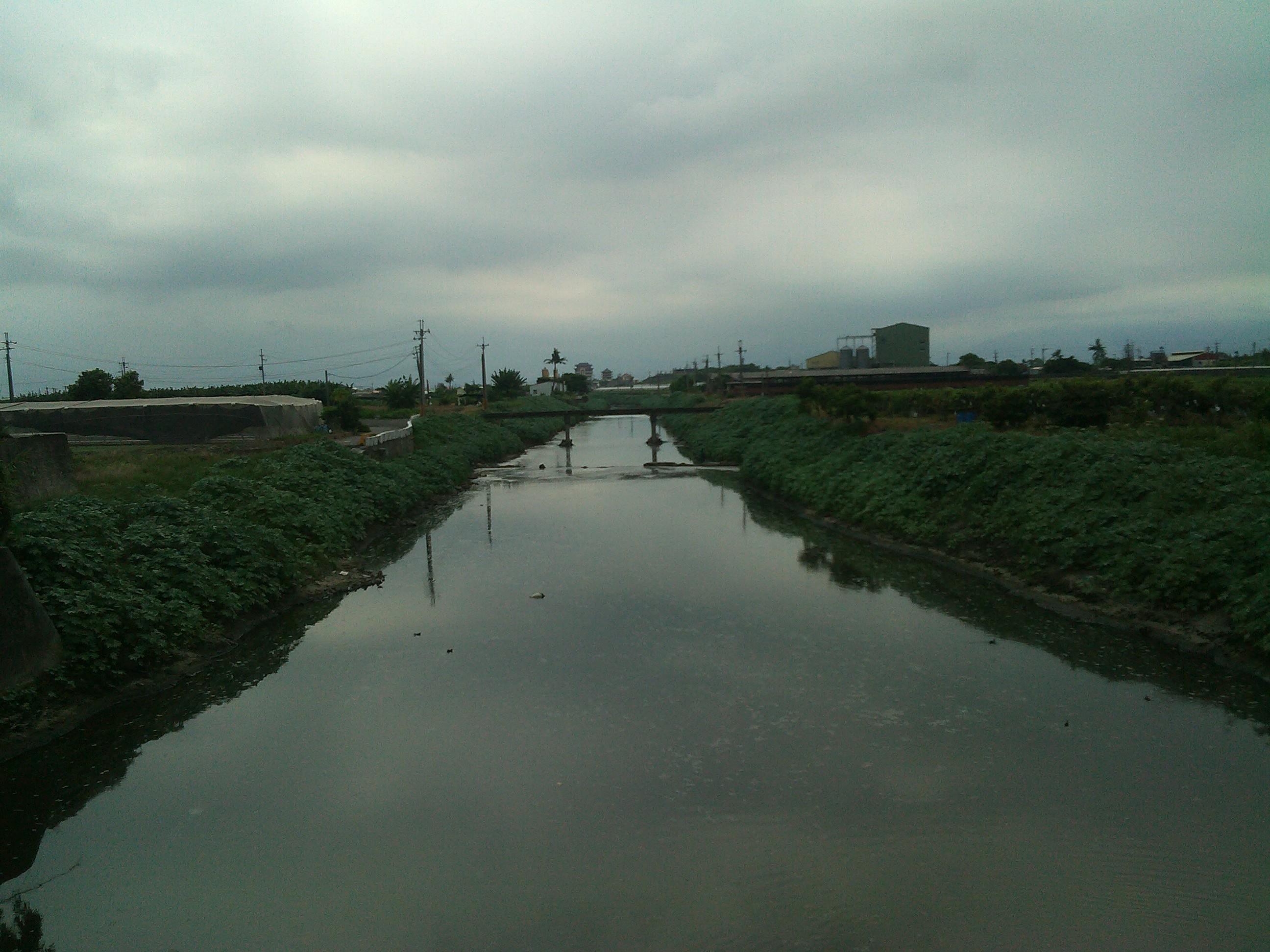
萬丹大排水溝之隘口

- 萬丹大排水溝(俗稱萬丹圳)
- 香社圳
- 新園舊圳
- 頂林大排水溝
- 社皮大排水溝
- 田厝中排水溝
- 濫庄二號圳
- 高屏溪堤防
- 隘寮溪堤防

### 人口
根據屏東縣萬丹戶政事務所及屏東縣政府民政處統計，2024年底萬丹鄉戶數約1.7萬戶，人口約4.9萬人，是屏東縣人口第四多的行政區，鄉內人口最多與最少的村分別是萬全村與甘棠村，2024年底兩村人口分別為3,857人與426人。鄉內居民以閩南人為大多數，客家人則約佔兩成左右，散居鄉內。
2008年起萬丹鄉人口持續流失，已於2021年6月9日跌破5萬人。

## 政治

### 歷任首長
| 屆次 | 任別 | 姓名   | 黨籍       | 到任日期      | 卸任日期     | 備註                   |
| ---- | ---- | ------ | ---------- | ------------- | ------------ | ---------------------- |
| 1    | 1    | 林得   |            |               |              |                        |
| 2    | 1    | 林得   |            |               |              |                        |
| 3    | 2    | 陳天豹 |            |               |              |                        |
| 4    | 2    | 陳天豹 |            |               |              |                        |
| 5    | 3    | 李子毓 |            |               |              |                        |
| 6    | 3    | 李子毓 |            |               |              |                        |
| 7    | 4    | 黃昌臨 |            |               |              |                        |
| 8    | 4    | 黃昌臨 |            |               |              |                        |
| 9    | 5    | 伍金井 |            |               |              |                        |
| 10   | 5    | 伍金井 |            |               |              |                        |
| 11   | 6    | 陳財   |            |               |              |                        |
| 12   | 6    | 陳財   |            |               |              |                        |
| 13   | 7    | 林枝讚 | 無黨籍     |               | 1999年8月9日 | 因案解職               |
| 13   | 代理 | 沈商嶽 |            | 1999年8月10日 |              | 屏東縣政府指派代理鄉長 |
| 13   | 8    | 林正峰 | 無黨籍     |               |              |                        |
| 14   | 8    | 林正峰 | 無黨籍     |               |              |                        |
| 15   | 9    | 郭寶聯 | 中國國民黨 |               |              |                        |
| 16   | 9    | 郭寶聯 | 中國國民黨 |               |              |                        |
| 17   | 10   | 劉昭相 | 民主進步黨 |               |              |                        |
| 18   | 10   | 劉昭相 | 民主進步黨 |               |              |                        |
| 19   | 11   | 李建霖 | 無黨籍     |               |              |                        |

### 鄉政組織

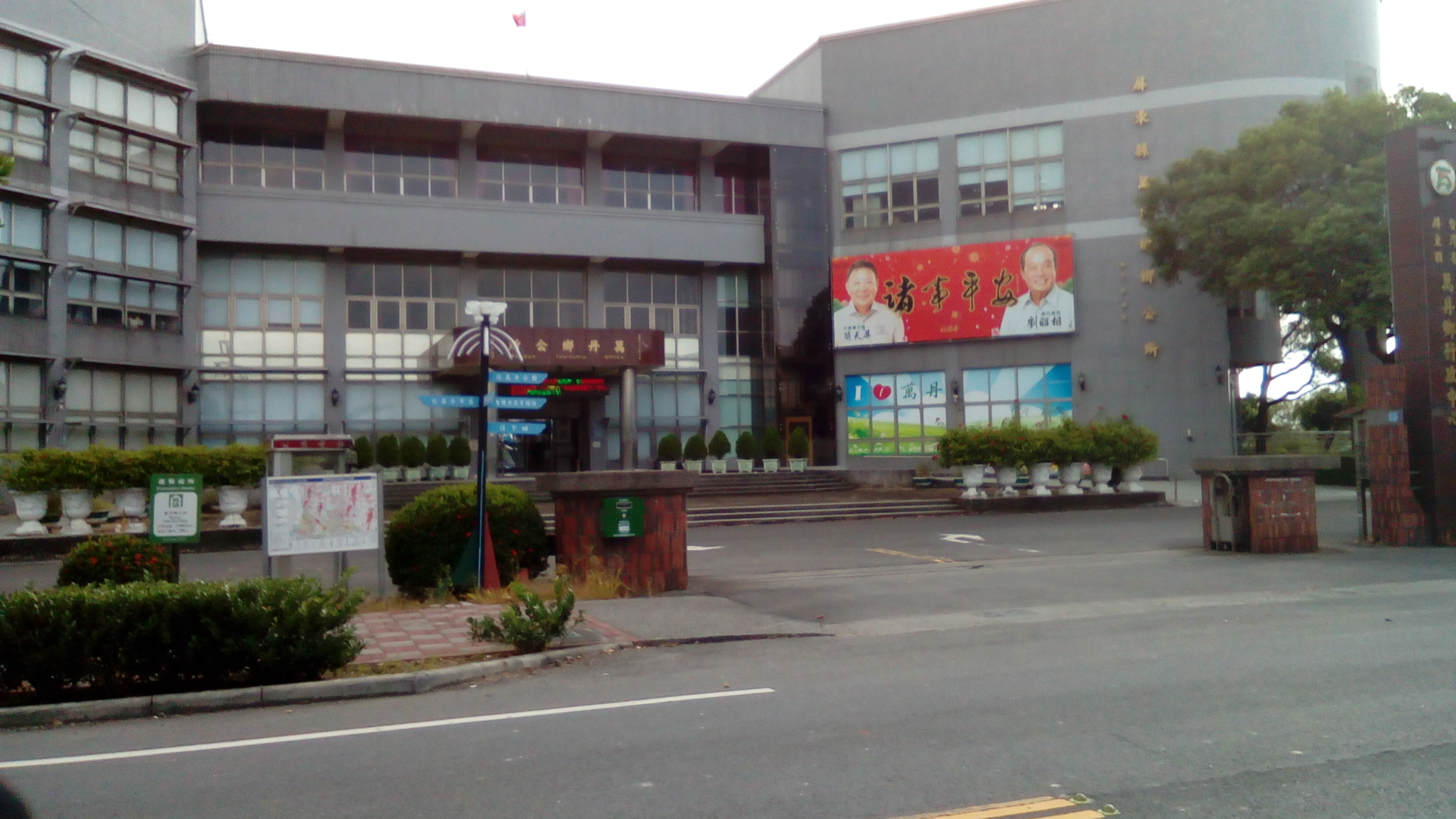
萬丹鄉公所

萬丹鄉公所是萬丹鄉最高層級的地方行政機關，在中華民國政府架構中為鄉自治的行政機關，同時負責執行縣政府及中央機關委辦事項。萬丹鄉的自治監督機關為屏東縣政府。鄉長由全體鄉民直接選舉產生，任期為四年，可連選連任一次。萬丹鄉公所並置鄉政會議，為鄉政最高決策機構，在鄉長之下，設有5課4室等9個內部單位及5個附屬機關。
萬丹鄉民代表會是萬丹鄉的最高民意機關，代表萬丹鄉全體鄉民立法和監察鄉政。鄉民代表由公民直選選出，任期為四年，可連選連任。萬丹鄉民代表會共有11位鄉民代表，分別為第一選區2席鄉民代表、第二選區4席鄉民代表、第三選區2席鄉民代表、第四選區3席鄉民代表，主席、副主席由11位鄉民代表互選產生。

### 行政區
現今萬丹鄉行政範圍的確立，來自於1920年，日本將臺灣十二廳改為五州二廳，設萬丹庄屬高雄州東港郡。
萬丹庄轄濫庄、頂林子、下蚶子、保長厝、萬丹、興化廍、甘棠門、新庄子、後庄子、社皮等10個大字。
1945年，改為「萬丹鄉」，屬高雄縣東港區。1946年萬丹鄉遍入屏東市，改為屏東市萬丹區。1950年10月，復置萬丹鄉，改屬屏東縣。
萬丹鄉共轄30個村，其行政區域分布情形為：
| 次分區 | 村名   | 村名   | 村名   | 村名   | 村名   | 村名   | 村名   | 村名   | 村名   | 村名   |
| ------ | ------ | ------ | ------ | ------ | ------ | ------ | ------ | ------ | ------ | ------ |
| 南區   | 香社村 | 新村   | 興全村 | 新鐘村 | 甘棠村 | 興安村 | 水仙村 |        |        |        |
| 東區   | 萬安村 | 萬全村 | 萬惠村 | 萬生村 | 萬後村 | 寶厝村 | 四維村 | 竹林村 | 田厝村 | 水泉村 |
| 西區   | 崙頂村 | 厦北村 | 厦南村 | 後村村 | 灣內村 |        |        |        |        |        |
| 北區   | 廣安村 | 上村村 | 加興村 | 社皮村 | 社口村 | 磚寮村 | 社中村 | 社上村 |        |        |

| 萬丹鄉行政區劃 |
|                |

## 公共服務

### 警政治安
- 屏東縣政府警察局屏東分局
  - 萬丹分駐所
  - 社皮派出所
  - 新鐘派出所

### 消防
- 屏東縣政府消防局第二大隊
  - 萬丹分隊

## 商業
- 7-eleven10家
- 全家便利商店1家
- 萊爾富3家
- OK超商1家
- 全聯福利中心2家
- 寶雅1家

## 文化

### 信仰中心

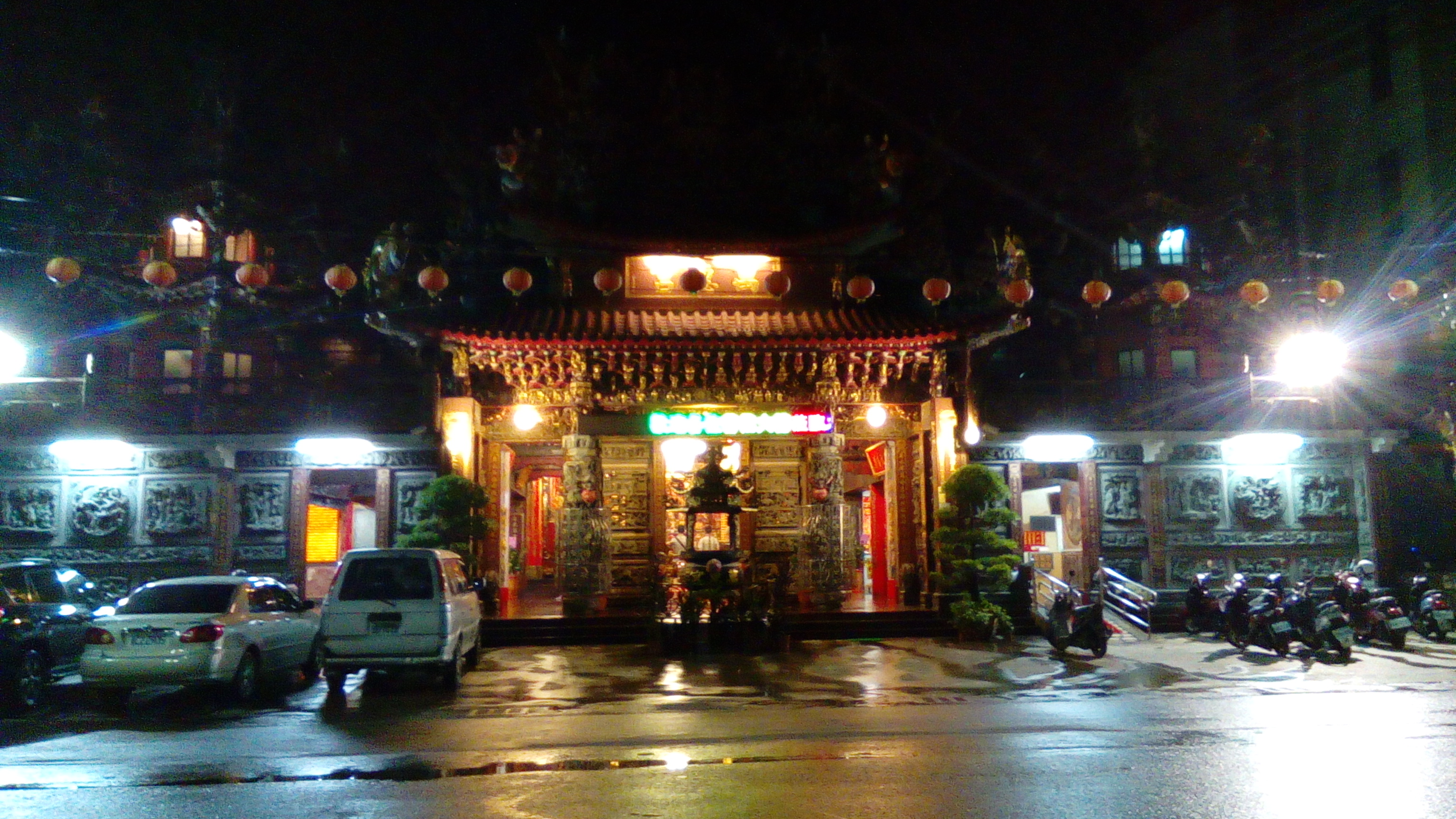
萬丹萬惠宮

加興鳳山寺

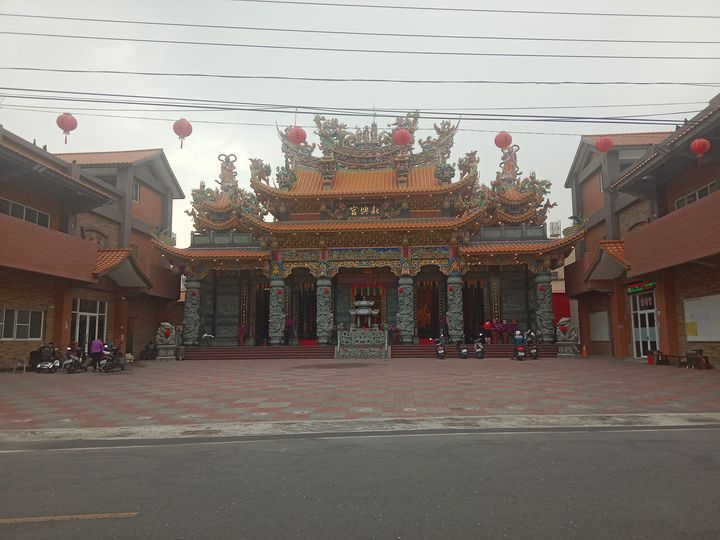
萬丹新興宮(2023新整建)

- 台灣基督長老教會屏東中會萬丹教會：設立於1896年，為萬丹鄉之基督信仰中心，現設有兩堂禮拜，為規模較大的中型教會。
- 赤山巖
- 萬丹萬泉寺：創建於清康熙年間，歷史悠久的建築，主祀玄天上帝與觀世音菩薩
- 萬丹萬惠宮：肇建於清乾隆二十一年，1921年（大正十年）因地震震毀重修時，聘請台灣的黃龜理與廈門的楊秀興兩派匠師，各憑技藝進行對場作，萬惠宮媽祖廟是萬丹人的信仰中心，也是屏東縣最有文化價值的廟宇之一。
- 萬丹陳府城隍爺廟：創立於1865年
- 萬丹街頭角保全宮：主祀保生大帝
- 萬丹街後角大憲宮：主祀大使爺，二使爺
- 萬丹竹巷口竹惠宮：主祀伍府千歲
- 萬丹市仔口眾心堂：主祀廣澤尊王
- 萬丹頭前厝農惠宮：主祀神農大帝
- 萬丹代天真王府：主祀五府千歲
- 萬安古地廟：主祀福德正神
- 萬丹久留真靈宮：主祀池府千歲
- 萬丹街頭角福德祠：主祀福德正神
- 萬丹保長厝保榮宮：主祀池府千歲
- 萬丹澎湖厝救世堂：主祀池府三千歲
- 加興尊王宮(鳳山寺)：主祀廣澤尊王
- 新興宮：主祀玄天上帝，為新庄、新鐘兩村的信仰中心。
- 嘉新宮：主祀朱府千歲，香火於東港嘉蓮宮分祀而來。
- 萬丹新鐘-聖威堂
- 萬丹-威聖會
- 玉林禪寺
- 萬丹妙雲寺
- 水流仙姑寺：著名藝人如豬哥亮、余天、李亞萍曾常祭祀的陰廟

## 教育

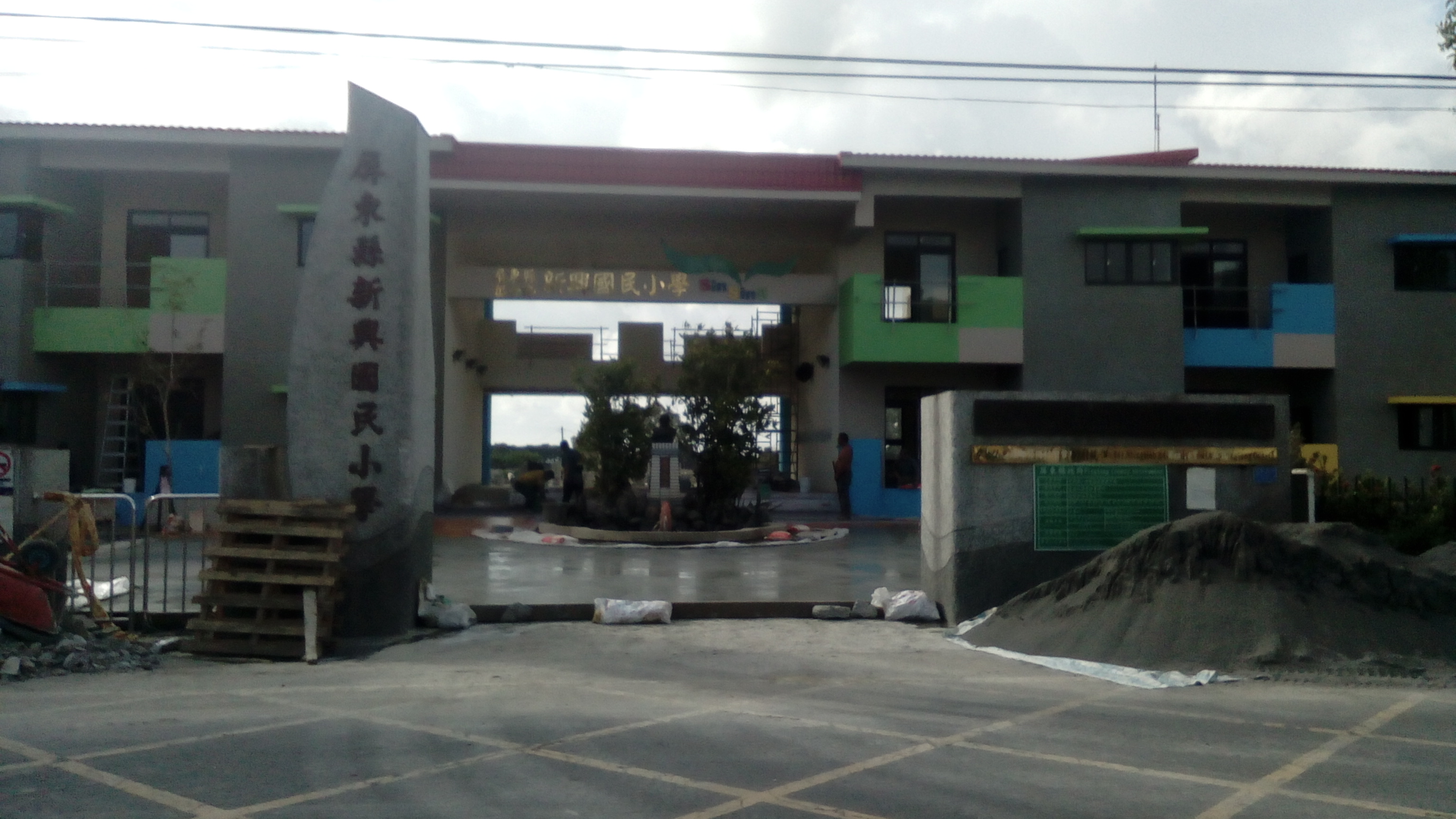
具有彩虹風格的新興國小

### 國民中學
- 屏東縣立萬丹國民中學
- 屏東縣立萬新國民中學

### 國民小學
- 屏東縣萬丹鄉萬丹國民小學
  - 竹林分校
- 屏東縣萬丹鄉新庄國民小學
- 屏東縣萬丹鄉廣安國民小學
- 屏東縣萬丹鄉興華國民小學
- 屏東縣萬丹鄉四維國民小學
- 屏東縣萬丹鄉社皮國民小學
- 屏東縣萬丹鄉新興國民小學
- 屏東縣萬丹鄉興化國民小學

## 交通

### 大眾運輸
客運
- 屏東客運
- 高雄客運

### 公路
省道

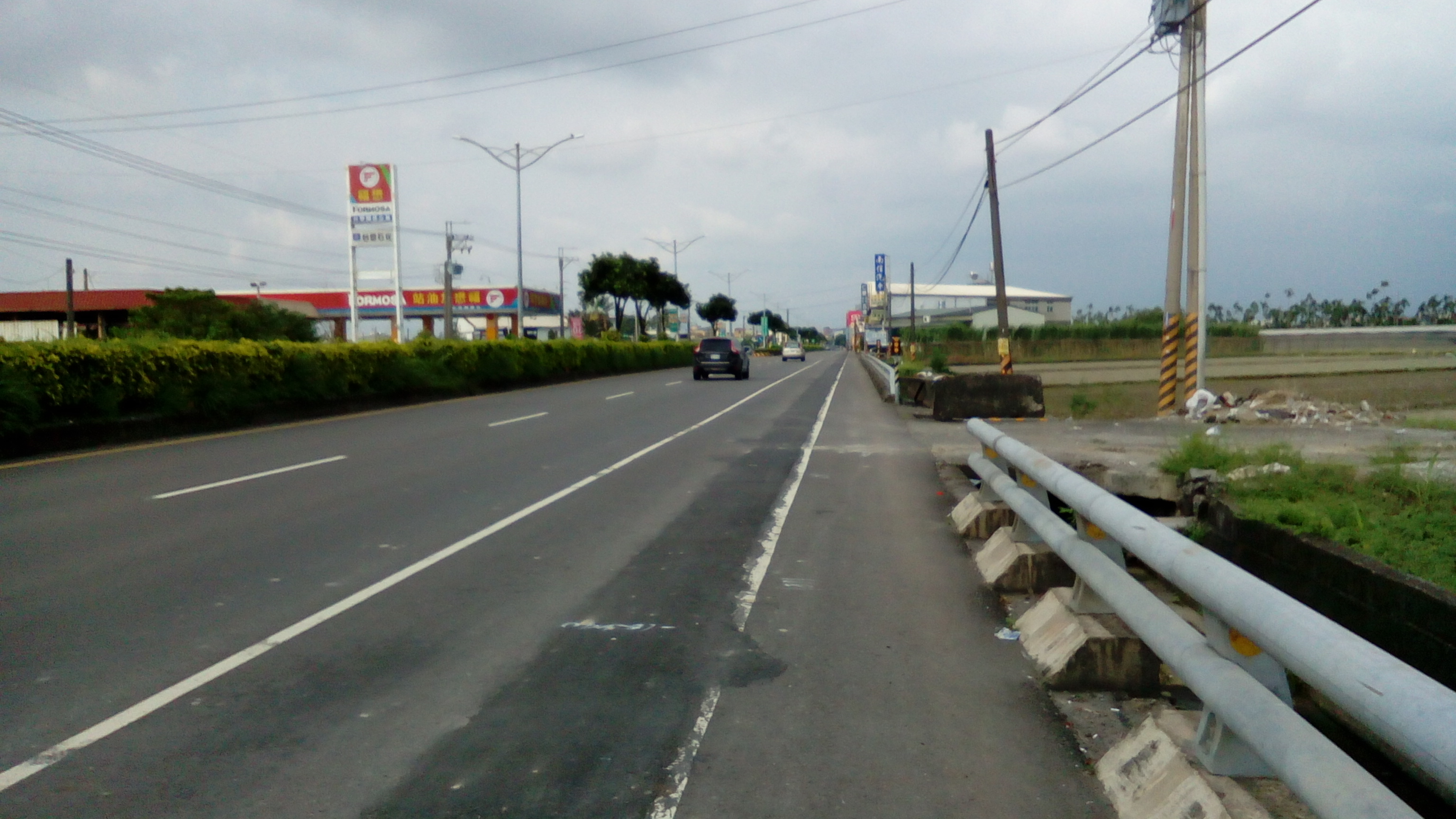
台27線萬丹水泉段

- 台27線：屏東市 - 萬丹鄉 - 新園鄉
- 台88線：大寮區 - 萬丹鄉 - 竹田鄉
  - 萬大大橋
  - 萬丹交流道（15k，接台27線）

縣道
- 縣道185甲線（原屏58線。2014年1月10日併編）
- 縣道187甲線（原屏50線。2014年1月10日併編）
- 市道188號：大寮區 - 萬丹鄉 - 竹田鄉
  - 萬大大橋
- 縣道189號：屏東市 - 萬丹鄉 - 潮州鎮
  - 縣道189甲線：屏東市 - 萬丹鄉（原【加工區聯外道路】。2014年5月1日編入）

鄉道
- 屏41線
  - 屏41-1線
- 屏45線
- 屏47線
- 屏48線
- 屏50線
- 屏52線
  - 屏52-1線
- 屏53線
- 屏54線
- 屏55線
- 屏56線
  - 屏56-1線
- 屏59線
- 屏61線

## 旅遊

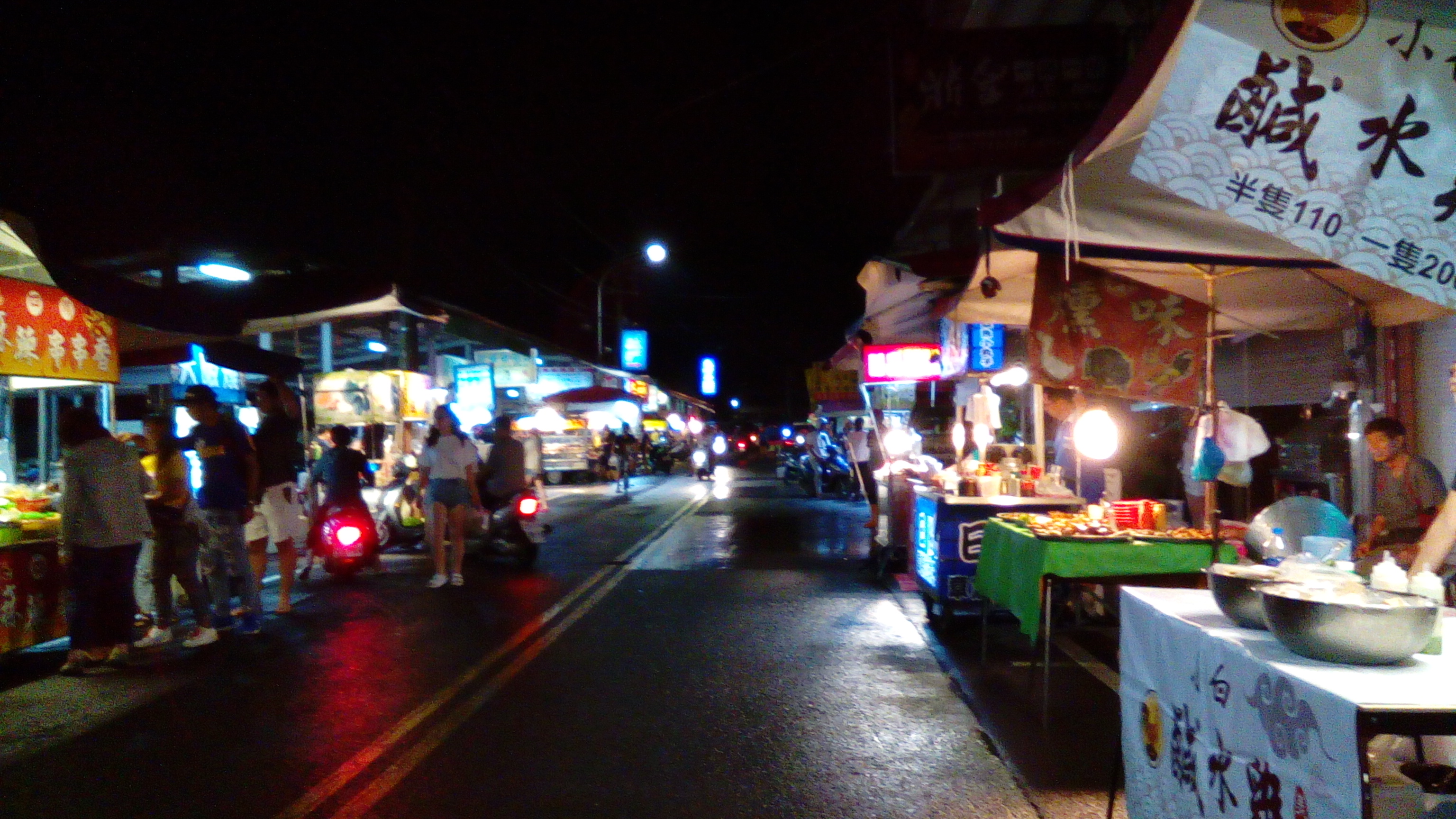
萬丹夜市

景點與公園

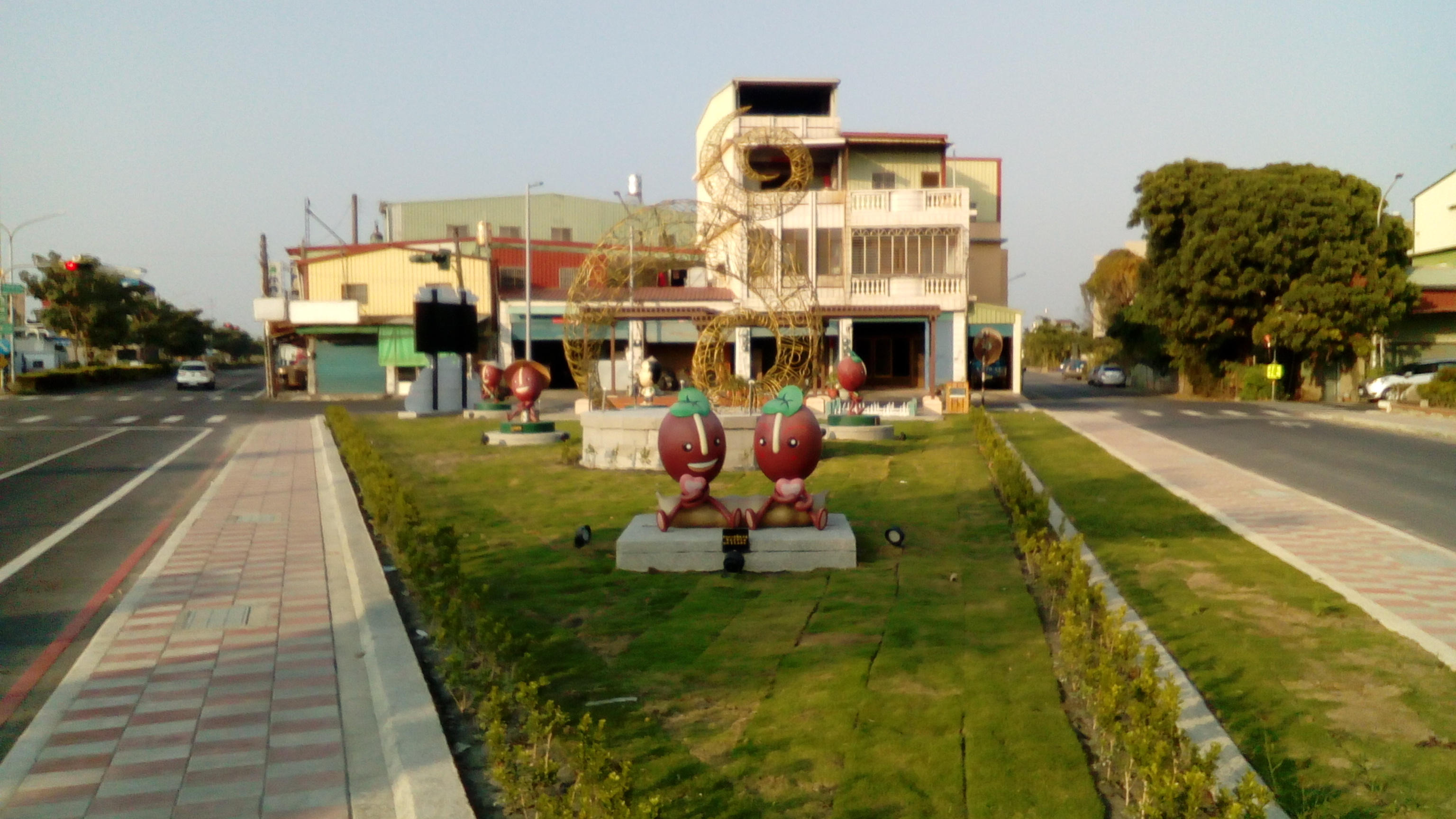
在萬丹國中與四維國小間的萬丹紅豆公園

- 鯉魚山泥火山：鯉魚山位於萬丹鄉與新園鄉交界，灣仔內庄外的小山丘，因貌似鯉魚所以稱為鯉魚山。
- 石翠蘭花園
- 萬丹運動公園
- 萬丹休閒公園(含游泳池)
- 崙頂河堤公園
- 犁頭碑（萬丹碑）

市集
- 萬丹百年老街
- 社皮夜市(週三開放)
- 新庄夜市(每週五營業)
- 萬丹商展（夜市）(二、四、日開放)

美食與小吃
- 阿國臭豆腐
- 阿基伯燒冷冰
- 趙記肉粽
- 街頭牛肉爐
- 王品羊肉
- 萬丹紅豆餅店
- 萬丹肉粽珍
- 萬丹春捲大王

## 特產
- 紅豆
- 檳榔
- 苦瓜
- 絲瓜
- 牛奶
- 毛豆
- 小麥
- 虎豆
- 牛肉
- 九層塔

## 外部連結
- 萬丹鄉公所 （页面存档备份，存于）
- 萬丹鄉音 （页面存档备份，存于）
- OpenStreetMap上有關萬丹鄉的地理